# Ковшар Олександр Олексійович
Олекса́ндр Олексі́йович Ковша́р (нар. 30 серпня 1905, Конотоп — пом. 2001) — український бандурист. Дід діджея та саунд-продюсера Михайла Вітюка.

## Життєпис
Олександр Ковшар народився 30 серпня 1905 в Конотопі в родині шевця. Закінчив церковно-приходську школу, а потім вищу початкову.
1925 року навчався грі на бандурі в А. Г. Марути, від якого успадкував свій початковий репертуар. Також навчався у віртуоза гри на бандурі і майстра з виготовлення бандур М. Д. Шуляка, у якого придбав свій перший інструмент.
Далі вдосконалював гру на бандурі самостійно.
Свої виступи розпочав 1923 року, а вже 1926—1927 року разом зі своїм старшим братом, а також з А. Г. Марутою та С. Д. Нечипоренком організував ансамбль бандуристів при Конотопському відділі народної освіти.
Також удосконалював майстерність з П. П. Кононенком, який з 1928 року працював у Конотопі.
Був учасником міської капели «Відродження», з якою брав участь у численних концертах.
1971 року разом зі своїм вчителем Андріяном Марутою грав на могилі Тараса Шевченка в Каневі.
1989 року виступив з ювілейною програмою на честь 175-річчя від дня народження Т. Г. Шевченка.
1990 року був учасником з'їзду кобзарів та лірників, що відбувся у Києві.
Працював на Конотопському паровозоремонтному заводі.

## Репертуар
- «Сумщино, моя батьківщино»
- «Край села над ровом»
- українські народні пісні:
  - «Ішов козак дорогою»
  - «А всі гори зелененькі»
  - «А ще сонце не заходило»
- балади, твори на слова Т. Г. Шевченка.